# Walter Goodacre
Walter Goodacre (1856 - 1 de mayo de 1938) fue un empresario y astrónomo aficionado británico.

Mapa de la Luna de Walter Goodacre (1910)

## Semblanza
Fue el segundo Director de la Sección Lunar de la Asociación Astronómica Británica, permaneciendo 40 años en el cargo (de 1897 a 1937). También fue el presidente de la Asociación durante dos años (de 1922 a 1924). Dibujó a mano un detallado plano de la luna, representándola en un círculo de 77" (1,95 m) de diámetro, que publicó en 1910. En 1931 publicó un libro más extenso con mapas de la superficie de la luna, incluyendo descripciones de sus elementos más característicos.
Como hombre de negocios, amplió el negocio familiar de fabricación de alfombras a la India, y dirigió la compañía hasta su jubilación.

## Eponimia
- El cráter lunar Goodacre lleva este nombre en su memoria.
- La Asociación Británica de Astrónomos concede bienalmente la Medalla Walter Goodacre, su galardón más antiguo.[4]